# Matea Matošević
Matea Matošević Hačić (Zagreb, 14. ožujka 1989.) hrvatska je pravnica i atletičarka, olimpijka u maratonu, trkačica na srednje i duge staze. Članica je Atletskog kluba Agram.

## Životopis
Do trećeg razreda srednje škole trenirala je tenis, no kako su joj bolje išli kondicijski treninzi na Jarunu, javila se trenerici Nini Katalinić i učlanila u Atletski klub Agram.
Diplomirala je na Pravnom fakultetu te se usporedno sa športskom karijerom, zaposlila u Sportskom savezu Grada Zagreba.
Unatoč teškim vremenskim uvjetima, dobrom utrkom i spletom sretnih okolnosti uspjela je Zagrebački maraton 2015. istrčati ispod 2 sata i 45 minuta i izborila nastup na Olimpijskim igrama u Rio de Janeiru. Na sljedećem izdanju maratona popravila je vrijeme (2 sata i 42 minute) i time potvrdila nastup u Riju te izborila nastup na Svjetskom prvenstvu 2017.
Svoj prvi olimpijski maraton istrčala je za 2 sata i 50 minuta te zauzela 104. mjesto od 156 sudionica maratona u Riju. Iako je sljedeće godine na Svjetskom prvenstvu u Londonu trčala 5 minuta sporije, završila je na 69. mjestu, kao druga najuspješnija hrvatska predstavnica u maratonu, iza Bojane Bjeljac (2:46.46) koja je bila 57.